# Championnat mondial de quiz
Pour les articles homonymes, voir IQA.

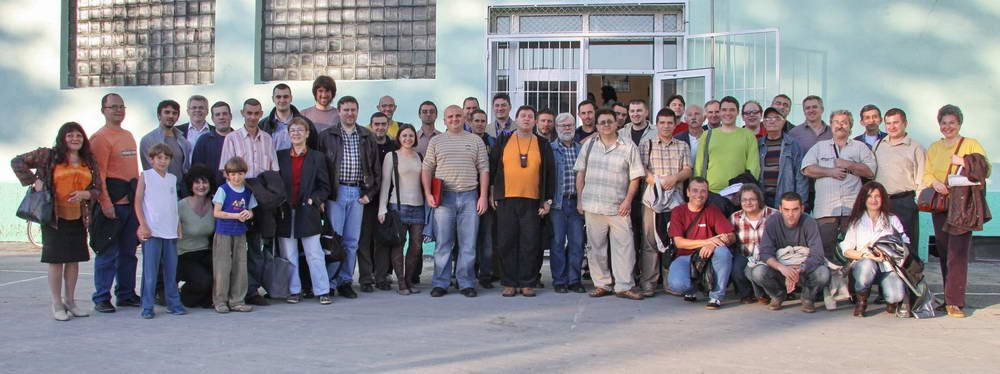
Participants serbes au Championnat du monde de Quizzing 2010 à Perlez, Serbie

Le Championnat international de quiz (World Quizzing Championship) est une compétition individuelle de quiz organisée par l'Association internationale de quiz (IQA), une association à but non lucratif basée en Angleterre. 
Cette compétition a été organisée pour la première fois en 2003 et attire chaque année un nombre croissant de concurrents de plusieurs nations.

## Historique
La première manifestation a été organisée par Quizzing.co.uk en 2003 au stade Villa Park, à Birmingham en Angleterre. Elle a rassemblé cinquante participants venus de différentes nations qui se sont confrontés lors d'un quiz par écrit. Le gagnant du jour était Olav Bjortomt.
En 2004, à la suite de la création de l'Association internationale de quiz (IQA), la manifestation s’est tenue simultanément dans cinq pays : le Royaume-Uni (rejoint par des quizeurs d'Irlande et d’ailleurs), la Belgique (rejointe par des quizeurs des Pays-Bas), l'Estonie, l'Inde et la Malaisie. Il y a eu plus de 300 participants. Au Royaume-Uni, la manifestation s’est déroulée au stade Old Trafford à Manchester.
Le championnat 2005, qui s’est tenu le 2 juillet, a attiré un nombre croissant de participants et a bénéficié du sponsoring de MSN Search. Les pays qui ont rejoint les cinq nations du début étaient l'Australie, la Finlande, l'Indonésie, la Norvège et Singapour. Les quizeurs ont répondu à 240 questions réparties en 8 catégories couvrant des sujets très divers et ayant un caractère véritablement international (Culture, Divertissement, Histoire, Mode de vie, Médias, Sciences, Sport et Jeux, Monde). Le score le plus faible atteint par un joueur dans une catégorie n’était normalement pas pris en compte – sauf s’il fallait départager des joueurs.
Les efforts visant à renforcer la participation des femmes dans une compétition jusque-là dominée par les hommes ont été récompensés en 2005 avec la victoire de la Norvégienne Trine Aalborg dans la catégorie « Mode de vie ». La Croate Dorjana Širola a atteint la 6e place au classement général (elle est arrivée en troisième position parmi les concurrents qui s’était réunis sur le circuit automobile de Silverstone en Angleterre). En Inde, une autre femme, Debashree Mitra de Bangalore, a également occupé la troisième place au classement général.

## Palmarès
Les gagnants du championnat international de Quiz sont :
- 2003 :  Olav Bjortomt[1]
- 2004 :  Kevin Ashman
- 2005 :  Kevin Ashman
- 2006 :  Kevin Ashman
- 2007 :  Pat Gibson[2]
- 2008 :  Mark Bytheway
- 2009 :  Kevin Ashman
- 2010 :  Pat Gibson
- 2011 :  Pat Gibson
- 2012 :  Jesse Honey
- 2013 :  Pat Gibson
- 2014 :  Vikram Joshi
- 2015 :  Olav Bjortomt
- 2016 :  Kevin Ashman
- 2017 :  Kevin Ashman
- 2018 :  Olav Bjortomt
- 2019 :  Olav Bjortomt
- 2020 :  Olav Bjortomt
- 2021 :  Ronny Swiggers